# Sensys Gatso Group
Sensys Gatso Group AB är ett svenskt aktiebolag som utvecklar, producerar och marknadsför system för trafikinformatik och trafiksäkerhet, däribland system för hastighets- och rödljusövervakning. Sensys Gatso Group har dotterbolag i Australien, Costa Rica, Tyskland, Nederländerna, Saudiarabien, Sverige och USA, samt en filial i Förenade Arabemiraten.  
Sensysaktien är noterad på NASDAQ OMX Stockholm Small Cap-lista sedan 2001.  
Sensys grundades 1982 som ett utvecklingsföretag. Gatso grundades 1958 av den före detta racerföraren Maurice Gatsonides; sportentusiast, racingmästare och entreprenör. Maurice Gatsonides var farfar till platschefen för Sensys Gatso Netherlands Niki Gatsonides. Maurice Gatsonides uppfann den första kameran som kunde mäta hastighet på fordon ute på tävlingsbanan och insåg snabbt att han kunde använda denna teknik för att förbättra trafiksäkerheten. Han introducerade världens första hastighetssystem och första hastighetskameran Gatsometer 1964 och företaget Gatso föddes. Gatso har sitt kontor i Haarlem, Nederländerna. Sensys förvärvade Gatso 2015 och Sensys Gatso Group föddes.  
Dotterbolaget Sensys Gatso Sweden AB utvecklar och säljer produkter bland annat till Trafikverket och svenska polisen. 
Huvudkontoret ligger i Jönköping. 2017 tillträdde Ivo Mönnink som VD.
De största produktkategorierna är automatiska övervakningssystem för hastighet och rödljus.
De egenutvecklade målföljande radarsystemen har förmåga att mäta hastighet och avstånd, och kan bland annat identifiera körfält samt fordonsklass.